# Courtedoux
Courtedoux (hist. Ludolfsdorf) – miejscowość i gmina w północno-zachodniej Szwajcarii, w kantonie Jura, w okręgu Porrentruy.

## Demografia
W Courtedoux mieszka 755 osób. W 2020 roku 8,1% populacji gminy stanowiły osoby urodzone poza Szwajcarią. 

## Transport
Przez teren gminy przebiegają autostrada A16 oraz droga główna nr 247. 